# Allagash, Maine
Allagash este un oraș din comitatul Aroostook, Maine, Statele Unite ale Americii. Populația era de 277 de oameni la recensământul din 2000.